# Durna Turniczka
Durna Turniczka (słow. Pyšná vežička, niem. Tomassonturm, węg. Tomassontorony) – turnia znajdująca się w długiej południowo-wschodniej grani Wyżniego Baraniego Zwornika w słowackich Tatrach Wysokich. Jest ona jedną z czterech turni znajdujących się między Durnym Szczytem a Łomnicą. Od bloku szczytowego Durnego Szczytu jest ona oddzielona Klimkową Przełęczą, natomiast od Zębatej Turni oddziela ją Zębata Szczerbina. Na wierzchołek Durnej Turniczki nie prowadzą żadne znakowane szlaki turystyczne.
Polska i słowacka nazwa Durnej Turniczki pochodzi od sąsiadującego Durnego Szczytu (w gwarze podhalańskiej „durny” znaczy dumny, pyszny). Nazewnictwo niemieckie i węgierskie zostało nadane na cześć Beatrice Tomasson, która była pierwszą zdobywczynią tejże turniczki.

## Historia
Pierwsze wejście turystyczne:
- Beatrice Tomasson, Johann Breuer i Johann Strompf, 22 lipca 1899 r. – letnie.